# Georg Friedrich Dasbach

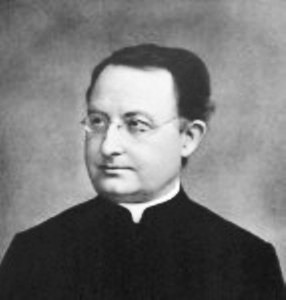
Friedrich Dasbach

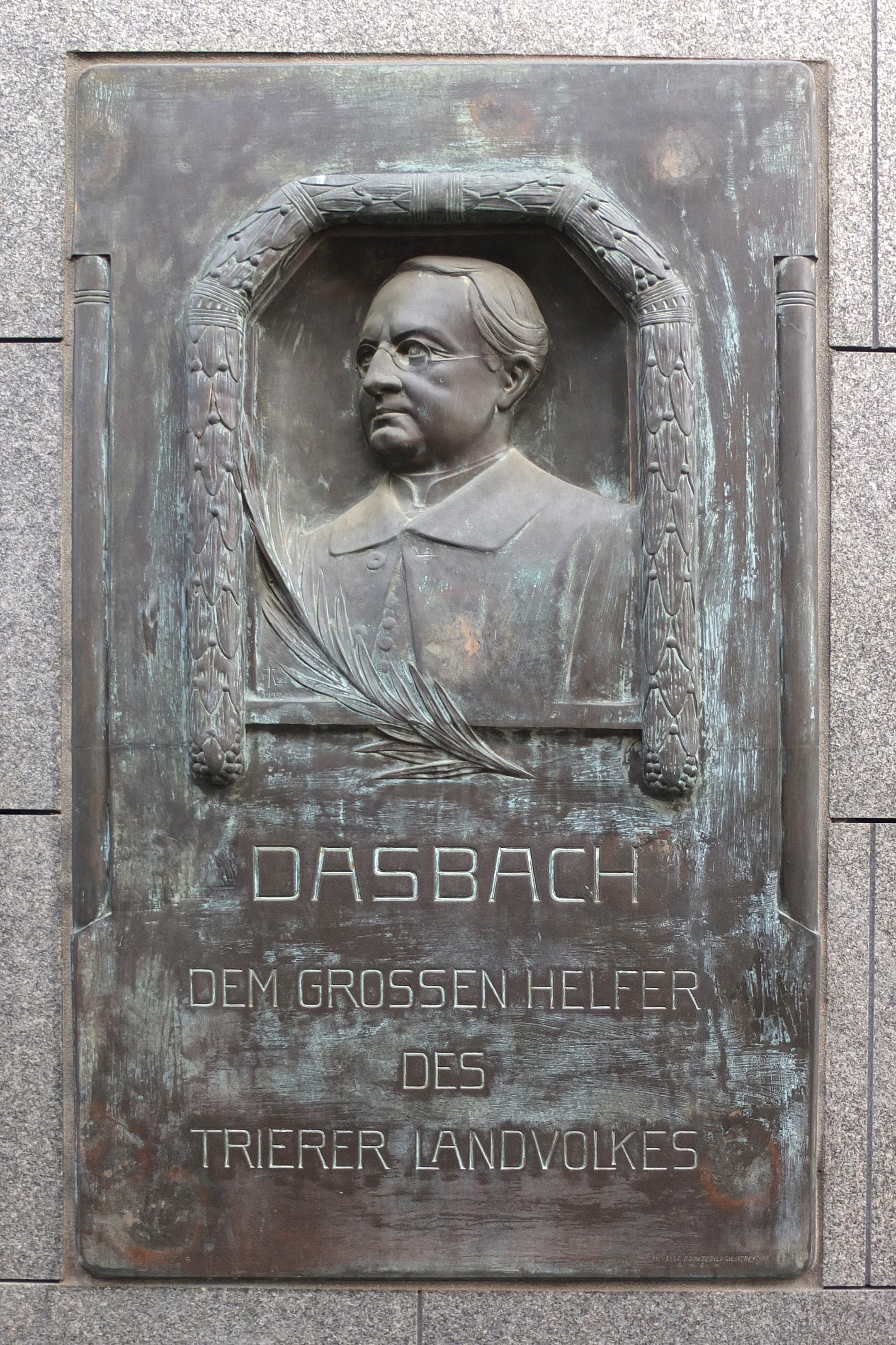
Gedenktafel für Dasbach in Trier

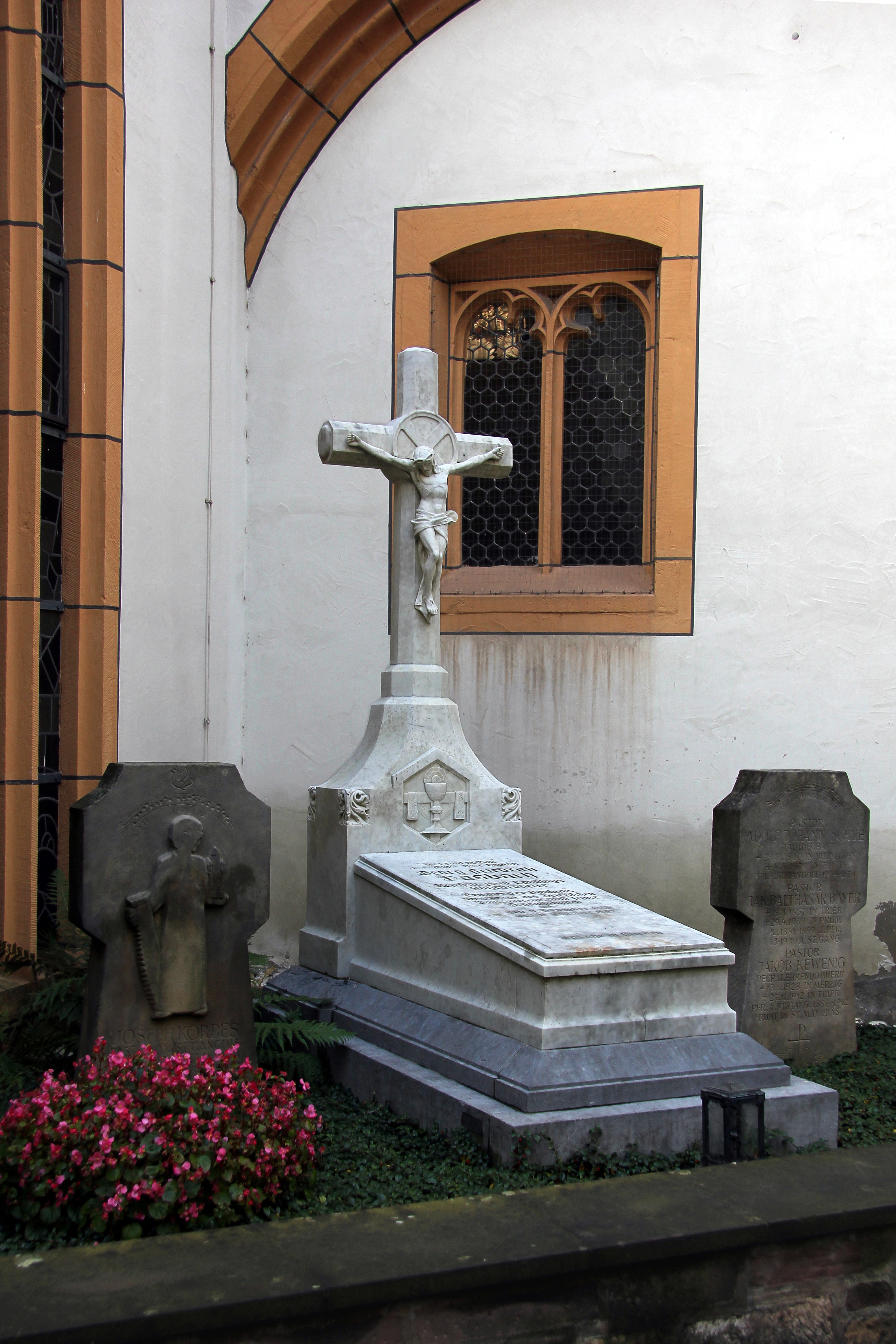
Dasbachs Grab an der Kirche St. Gangolf in Trier

Georg Friedrich Dasbach (* 9. Dezember 1846 in Horhausen im Westerwald; † 11. Oktober 1907 in Bonn) war ein deutscher katholischer Priester, Publizist, Verleger und Politiker der Zentrumspartei. Dasbach baute im Laufe seines Lebens ein umfangreiches katholisches Pressehaus auf. In seinen Blättern wie auch in seiner Arbeit als Reichstagsabgeordneter setzte sich Dasbach im Rahmen der katholischen Soziallehre für Arbeiter und Bauern ein, betrieb jedoch auch antisemitische Propaganda. 1904 stand Dasbach im Zentrum eines Skandals um seine angebliche Homosexualität, 1905 wurde er als Vorsitzender der Zentrumspartei abgelöst und starb 1907.

## Herkunft und Ausbildung
Friedrich Dasbach war Sohn eines Bäckers, Kaufmanns und Gastwirts. Er besuchte das Gymnasium in Brilon und das Jesuitengymnasium in Trier, wo er 1864 sein Abitur mit Bestnoten ablegte. Sein späteres Wirkungsfeld deutete sich bereits in seinem Abituraufsatz im Fach Deutsch an, für den er den Titel Die Macht des Wortes wählte. Anschließend studierte Dasbach Theologie und Philosophie am Priesterseminar in Trier und an der Gregorianischen Universität in Rom. Dort erlebte er das 1. Vatikanische Konzil, das unter anderem das Dogma der Unfehlbarkeit des Papstes in allen Glaubens- und Sittenfragen beschloss. Am 24. März 1871 wurde er in Trier zum römisch-katholischen Priester geweiht. Danach wurde ihm eine Stelle als Kaplan in der Pfarrei St. Gervasius in Trier zugewiesen; dies war und blieb seine einzige pastorale Stelle im Kirchendienst.

## Im Kulturkampf 1872–1874
Nachdem Bismarck 1872 mit dem Jesuitengesetz dem Orden die Gründung und den Betrieb von Niederlassungen auf deutschem Boden verboten hatte, begann Dasbach, sich mit publizistischen Mitteln in dem seinerzeitigen Kulturkampf zu engagieren. In seinem Wirkungskreis Trier eskalierte der Kulturkampf zwischen dem katholischen Klerus und dem preußischen Staat derart, dass der amtierende Bischof Mathias Eberhard 1874 für 300 Tage in Einzelhaft im Trierer Stadtgefängnis festgesetzt wurde. Dasbach selbst wurde vom preußischen Staat im Jahr 1875 mit einer Amtssperre belegt und durfte auf Anordnung des Oberpräsidenten der Rheinprovinz keine geistlichen Handlungen mehr vornehmen und keinen Religionsunterricht erteilen. Damit war ihm auch eine innerkirchliche Karriere verbaut, er blieb daher zeitlebens Kaplan. Dasbach verlegte sich nun auf die außerkirchliche, aber dennoch von kirchlicher Ethik und Moral geprägte Arbeit und schrieb engagierte Artikel für die katholische Regionalpresse im Sinne der Deutschen Zentrumspartei.

## Publizistische Arbeit ab 1875
Im Jahr 1875 kaufte er eine Druckerei und gründete die „St.-Paulinus-Druckerei von Friedrich Dasbach.“ Die Druckerei stellte das von Dasbach im selben Jahr gegründete Paulinusblatt als periodisch erscheinende Zeitung her, die als einzige der Dasbach-Zeitungen bis heute erscheint. Kurze Zeit später folgte die Gründung der Katholischen Volkszeitung, die noch 1875 in Trierische Landeszeitung umbenannt wurde. Programmatisch stand er ganz auf einer ultramontanen Linie und politisch klar auf Seiten des Zentrums. Daneben erschienen in dem Verlag eine Reihe weiterer Periodika mit ähnlicher politischer beziehungsweise konfessioneller Ausrichtung. Dazu zählte die Monatsschrift Pastor bonus. Hinzu kamen sechs Tageszeitungen im Bereich des Mittelrheins und angrenzender Gebiete und sogar eine in Berlin. Diese Zeitungen waren im Einzelnen:
| Erscheinungsjahr | Titel                                             | späterer Name                       |
| ---------------- | ------------------------------------------------- | ----------------------------------- |
| 1879             | Rhein- und Wiedzeitung, Linz                      |                                     |
| 1887             | Metzer Presse, Metz                               |                                     |
| 1894             | St. Johanner Volkszeitung, Saarbrücken-St. Johann | St. Johann-Saarbrücker Volkszeitung |
| 1888             | Westpfälzische Zeitung, St. Ingbert               |                                     |
| 1896             | Neunkirchener Zeitung, Neunkirchen (Saar)         |                                     |
| 1896             | Märkische Zeitung, Berlin                         | 1900: Germania                      |

Dasbach war führend an der Gründung des Augustinus-Vereins beteiligt, dessen erster Vorsitzender er war. Ziel der Organisation war die Unterstützung der katholischen Presse. Dasbach war in der ersten Zeit der Vereinsgeschichte die führende Persönlichkeit. Um die Politik der Zentrumspartei wirkungsvoller und gebündelt verbreiten zu können, gründete der Verein 1879 die Centrums-Parlaments-Correspondenz als einen zentralen Nachrichtendienst.

## Sozialpolitische Arbeit ab 1884
Im Raum Trier spielte Dasbach eine führende Rolle in der Vereinbildung im katholischen Milieu. Er war 1884 Gründer und Präsident des Trierschen Bauernvereins, er beteiligte sich am örtlichen Genossenschaftsverband und am Winzerverein. Dasbach war aktiv im Versicherungsverband sowie der Rechtsschutzstelle zur Bekämpfung des Wuchers, der Überschuldungsfallen und zum Schutz vor überzogenen Kreditzinsen. Durch diese Arbeit erhielt er den anerkennenden Titel des „Trierer Preßkaplans“.
Durch die Integration sozialer Institutionen in das katholische Vereinswesen trug er dazu bei, bestimmte Bevölkerungsgruppen wie die Arbeiter an das katholische Milieu zu binden. In seinem Paulinus häuften sich Beamtenbeleidigungen und Angriffe gegen die Staatsregierung, was ihm in der Folge staatliche Anzeigenboykotts, zahlreiche Prozesse und zahlreiche Verdächtigungen einbrachte. So versuchte Dasbach, das katholische Lager rigoros gegen Andersdenkende abzugrenzen.
Auch an der Saar engagierte sich Dasbach zeitweise für Arbeiter, in erster Linie bei Bergleuten. Unzufriedenheit mit den Löhnen sowie der Willkür der Bergbeamten und deren Bestechlichkeit hatte 1889 zu einem Bergarbeiterstreik im Saarkohlerevier geführt. Obwohl Dasbach Streiks nicht guthieß, stand er den Bergleuten publizistisch und organisatorisch zur Seite. Nach Gründung des „Rechtsschutzvereins für die bergmännische Bevölkerung im Oberbergamtsbezirk Bonn“ (RSV) unter der Führung des Bergmanns Nikolaus „Eckstein“ Warken, der ersten gewerkschaftsähnlichen Organisation an der Saar, kam es ab 1890 allerdings zur Entfremdung zwischen den Arbeitern des RSV und Dasbach, der sich stark an der katholischen Soziallehre orientierte und an die Arbeiter appellierte, Ungleichbehandlung zu erdulden. 1891 war der Bruch vollzogen, Dasbach schrieb in seiner St. Johanner Volkszeitung: „Den Rechtsschutzverein habe ich gefördert, solange als er kein Streikverein war.“ Im März 1892 waren aus den ehemals Verbündeten bereits Feinde geworden, Dasbach erklärte in einer Rede im Reichstag: „Ich freue mich darüber, wenn der heutige Rechtsschutzverein zu Grunde geht, falls an seiner Spitze Sozialdemokraten bleiben.“

## Politische Mandate ab 1889
Dasbach war, gegen nachhaltigen parteiinternen Widerstand, seit 1890 Mitglied des Preußischen Abgeordnetenhauses. In einer Nachwahl wurde er 1889 als Abgeordneter des Wahlkreises Regierungsbezirk Kassel 11 (Hünfeld – Gersfeld) gewählt. Diesen Wahlkreis vertrat er bis 1898, als er im Wahlkreis Regierungsbezirk Trier 3 (Stadt- und Landkreis Trier) gewählt wurde und für diesen Wahlkreis bis zu seinem Tod Mitglied des Abgeordnetenhauses war. Seit 1898 gehörte er auch dem Reichstag an, war dort von 1898 bis 1903 Abgeordneter des Wahlkreises Aachen 2 (Eupen – Aachen Land) und von 1903 bis 1907 des Wahlkreises Trier 1 (Daun – Prüm – Bitburg).

## Skandal und Tod
1904 geriet Dasbach durch eine Gerichtsverhandlung in einen Skandal. In Köln wurde gegen einen Bonner Kellner verhandelt, der Dasbach wegen homosexueller Handlungen erpresste. Dieses Verfahren, persönliche Gespräche mit Brand sowie Gerüchte, die bereits seit 1902 über Dasbach im Umlauf waren, nahm der Berliner Homosexuellenaktivist Adolf Brand zum Anlass, unter dem Titel Kaplan Dasbach und die Freundesliebe eine Broschüre zu veröffentlichen, mit der er Dasbachs Homosexualität bekanntgeben wollte. Brand wandte hier erstmals eine Praxis an, die später als Outing bezeichnet wurde. Der Skandal war Thema sowohl in lokalen wie nationalen Tageszeitungen. Dasbach räumte ein, Kontakte zu Berliner Strichjungen gehabt zu haben, erklärte dies jedoch mit wohltätigen Zwecken und klagte gegen die Veröffentlichung der Broschüre, worauf Brand seine Behauptungen zurückzog. Kurze Zeit später geriet Dasbach erneut in Schwierigkeiten: in Berlin sagten zwei der homosexuellen Zuhälterei Beschuldigte aus, dass Dasbach regelmäßig ihre Dienste in Anspruch genommen habe, was erneut zu Presseberichten führte – Dasbach war bloßgestellt.
1905 wurde Dasbach als Vorsitzender der Zentrumspartei abgelöst. Georg Friedrich Dasbach starb am 11. Oktober 1907, sein Tod war mysteriös, zeitgenössisch wurde Selbstmord vermutet. Andere Quellen sprachen von einem „tückischen Krebsleiden“ als Todesursache. Er war an seinem Lebensende ein vermögender Mann. Den größten Anteil seines Vermögens vererbte er der Pfarrei St. Hedwig in Berlin für den Bau einer Kapelle und eines Studentenwohnheims.
In einem Nachruf hieß es, er sei „der Typus des unversöhnlichen Ultramontanen, […] Verfechter einer strengen Abschließung der Konfessionen, […] besaß aber ein weiches Gemüt, im persönlichen Umgang auch mit den Gegnern war er von großer Liebenswürdigkeit und er betätigte stets eine opferfreudige Hilfsbereitschaft für Bedrängte.“

## Nachleben
Dasbach setzte sich in seinen Blättern publizistisch und in seiner Arbeit als Politiker für Landwirte und Arbeiter ein. Infolgedessen betonten Biographen Dasbachs lange Zeit seine Arbeit für Arbeiter und Bauern, was zu einer verklärenden Stilisierung seiner Person führte.

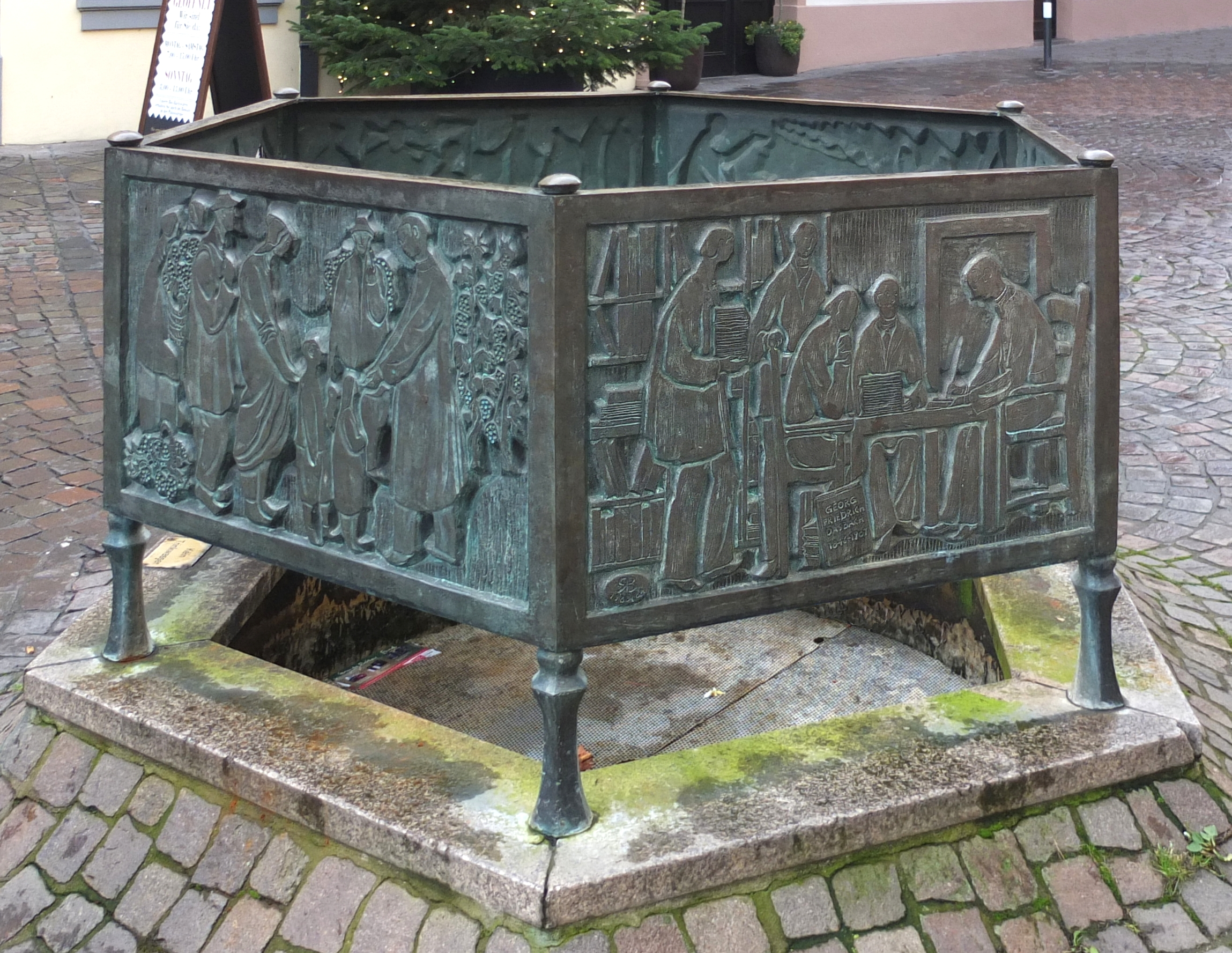
Der Dasbach-Brunnen in Trier

Der Historiker Olaf Blaschke arbeitete Anfang des 21. Jahrhunderts erstmals zum starken Antisemitismus Dasbachs. Im „Paulinusblatt“ gab es seit 1879 eine eigene Rubrik, die den „Judenwucher“ anprangerte. In einer Debatte im preußischen Abgeordnetenhaus um jüdische Religionslehrbücher tat er sich durch antitalmudistische Redebeiträge hervor und rechtfertigte ein vom Kirchenrecht gefordertes Verbot des „Verkehr[s] mit den Juden in manchen Punkten“. In einer Rede in Berlin sprach Dasbach 1896 davon, dass er sich als Antisemit bewährt habe. Gegner Dasbachs nannten ihn den „Hetzkaplan“.
Dasbach existiert als literarische Figur in dem Theaterstück Eckstein ist Trumpf von Gerhard Bungert und Klaus-Michael Mallmann. Das Volksstück über die Anfänge der Gewerkschaften an der Saar wurde am 23. April 1977 im ehemaligen Saarländischen Landestheater uraufgeführt. Die Buchfassung erschien im September 1979, unter anderem mit einer Biografie zu Georg Friedrich Dasbach.
Eine Gedenktafel am ehemaligen Raiffeisenhaus in der Trierer Glockenstraße erinnert an ihn. In selbiger Straße befindet sich seit 1984 auch ein nach ihm benannter Brunnen. Seit 1948 trägt eine Straße des Industriegebietes in Trier-Nord Dasbachs Namen.